# Tommy Lee Wallace
Tommy Lee Wallace (nascut el 6 de setembre de 1949) és un guionista, director i productor de cinema estatunidenc.

## Biografia
Tommy Lee Wallace va néixer en Somerset, Kentucky, Estats Units. És fill de Robert G. Wallace i Kathleen Wallace, i també té una germana. Es va criar en Bowling Green, Kentucky, i va assistir a l'escola secundària en la Universitat de Kentucky Occidental. Va obtenir un BFA en Disseny de la Universitat d'Ohio, Atenes, OH AMF en el programa de producció de cinema en la Universitat del Sud de Califòrnia, Los Angeles, CA.
Wallace va començar a realitzar el seu somni de treballar en el negoci del cinema en 1976 quan va treballar com a redactor d'efectes sonors i director d'art en el llargmetratge Assalt a la comissaria del districte 13, dirigit pel seu amic de molt de temps John Carpenter, amb qui abans havia treballat en 1974 en Dark Star, una comèdia de ciència-ficció de baix pressupost el rodatge del qual va requerir diversos anys. En 1978, va servir com a dissenyador de producció i co-redactor d'Halloween, també dirigida per John Carpenter. En 1980, va dur a terme el seu treball com a redactor i dissenyador de producció per a la pel·lícula The Fog. A més va aparèixer en una escena de la pel·lícula Halloween, interpretant a Michael Myers.
A Halloween 2, John Carpenter, que exercia les funcions de músic i productor, va oferir a Wallace la possibilitat de responsabilitzar-se de la direcció. Després de pensar-s'ho molt Wallace va rebutjar l'oferta, argüint que havia quedat bastant decebut amb el guió. Però posteriorment escriuria i dirigiria el tercer lliurament de la sèrie, Halloween III: Season of the Witch.
Wallace ha continuat escrivint i dirigint. En 1988 co-va escriure i va dirigir Fright Night II, protagonitzada pels principals protagonistes de la primera part: William Ragsdale i Roddy McDowall; la pel·lícula va obtenir bones crítiques malgrat ser una seqüela de baix pressupost, demostrant així el talent del seu director.
En 1990, va servir com a escriptor i director de la minisèrie It, basada en la novel·la homònima de Stephen King. En 2002, va dirigir Vampires: Los Muertos, una continuació de Vampirs, la película de 1998 dirigida por John Carpenter.

## Vida personal
Va estar casat amb l'actriu Nancy Loomis, qui va interpretar el personatge de Annie en Halloween i Halloween II, i amb la qual va tenir dues filles.

## Pel·lícules/sèries dirigides
- Halloween III: Season of the Witch (1982)
- The Twilight Zone (1985-1986)
  - Wordplay/Dreams for Sale/Chameleon (Episodi de TV) (segment "Dreams for Sale")
  - Little Boy Lost/Wish Bank/Nightcrawlers (Episodo de TV) (segment "Little Boy Lost")
  - The Leprechaun-Artist/Dead Run (Episodi de TV) (segment "The Leprechaun-Artist")
- Max Headroom (1987)
  - Security Systems (Episodi de TV)
  - The Blanks (Episodi de TV)
- Tour of Duty (1987)
- Estiu a Hawaii (1988)
- Fright Night II, 1988)
- CBS Summer Playhouse (1989)
  - Outpost (Episodi de TV)
- Baywatch (1989)
  - Cruise Ship (Episodi de TV)
- It (1990)
- And the Sea Will Tell (1991)
- Camarades olímpics (1992)
- Danger Island (1992)
- Witness to the Execution ('1994)
- Green Dolphin Beat (1994)
- Flipper (1995)
- Once You Meet a Stranger (1996)
- Steel Chariots (1997)
- The Spree (1998)
- Justícia final (1998)
- Vampires: Los Muertos (2002)
- Helliversity (2010)